# Донка Михайлова
Донка Иванова Михайлова е български икономист и политик, народен представител от парламентарната група на Коалиция за България в XL Народно събрание. През 2011 година става кмет на Троян.

## Биография
Донка Михайлова е родена на 20 април 1959 година в град Троян, България. Завършва специалност „Финанси и кредит“ в Стопанска академия „Димитър А. Ценов“ в град Свищов.
От дълги години работи в неправителствения сектор, била е председател на Сдружение „Знание“ в Ловеч. Тя е народен представител в XL народно събрание за Ловешки регион.
На местните избори през 2011 година е избрана от листата на БСП за кмет на община Троян, като на първи тур получава 38,06 % а на втори тур печели с 59,05 %.
Донка Михайлова е преизбрана за кмет на Троян за 4-ти мандат на местните избори през 2023 с 77.15%.